# ناحیه پایین قفسه
در آناتومی، تقسیم شکم به نواحی می‌تواند از یک طرح ۹ منطقه‌ای استفاده کند. ناحیه پایین قفسه یا هیپوکندریوم به دو ناحیه هیپوکندری در یک سوم بالایی شکم اشاره دارد. هیپوکندری چپ و هیپوکندری راست. آنها به ترتیب در طرفین کناری دیواره شکم، و پایین قفس سینه قرار دارند و توسط اپی‌گاستر از هم جدا می‌شوند.
کبد در هیپوکندری راست قرار دارد و از طریق اپی‌گاستر امتداد یافته و به هیپوکندری چپ می‌رسد. طحال و مقداری از معده در هیپوکندری چپ قرار دارند. 

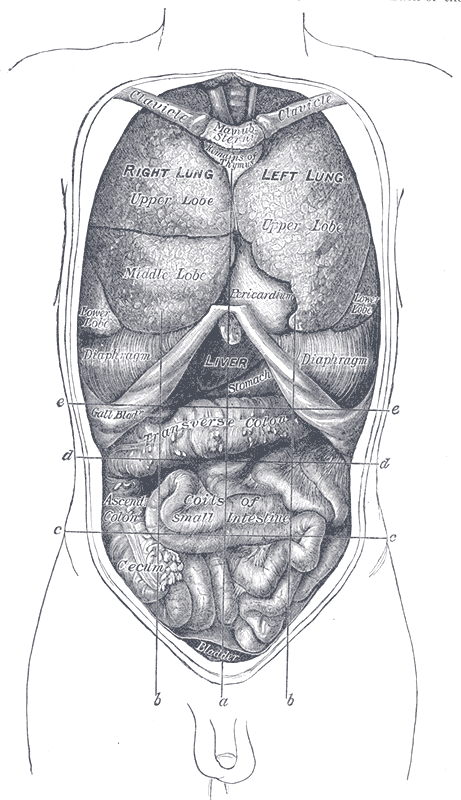
نمای جلویی احشاء قفسه سینه و شکم